# Euonymus glaber
Euonymus glaber är en benvedsväxtart som beskrevs av William Roxburgh. Euonymus glaber ingår i släktet Euonymus och familjen Celastraceae. Inga underarter finns listade.